# Жёлто-зелёный полупалый геккон
Жёлто-зелёный полупалый геккон (лат. Hemidactylus flaviviridis) — вид ящериц из семейства гекконов, распространённый в северо-восточной Африке, Передней и Южной Азии. Часто поселяется в домах людей.

## Внешний вид
Геккон средних размеров длиной тела без хвоста до 9,5 см с уплощённым туловищем и широкой головой. Глаза крупные с вертикальным зрачком, имеющим неровные очертания. Тело сверху покрыто мелкими чешуйками без бугорков. Хвост сегментированный, относительно стройный, в 1—1,2 раза длиннее тела. По блокам проходит ряд заострённых бугорков. Пальцы широкие На задней конечности с 7—10 подпальцевыми пластинками на первом пальце и с 11—14 на четвёртом. У самцов на нижней стороне бёдер имеется ряд из 4—14 пор. Окраска достаточно разнообразна и может меняться со временем. Верхняя сторона тела ночью желтовато-белая, а днём тёмно-серая или коричневая с рисунком из пяти тёмных волнистых полос. Нижняя сторона тела жёлтая или беловатая.

## Распространение
Широко распространён от Сомали и Эритреи через восточный Судан и прибрежные части Египта и стран Аравийского полуострова, Ирака и Ирана до Пакистана, Непала и северной, центральной и южной Индии. Известен также с острова Сокотра (Йемен) и Дакки (Бангладеш). Считается, что изначально вид обитал в центральной и южной Индии, и распространился на запад по торговым путям.

## Образ жизни

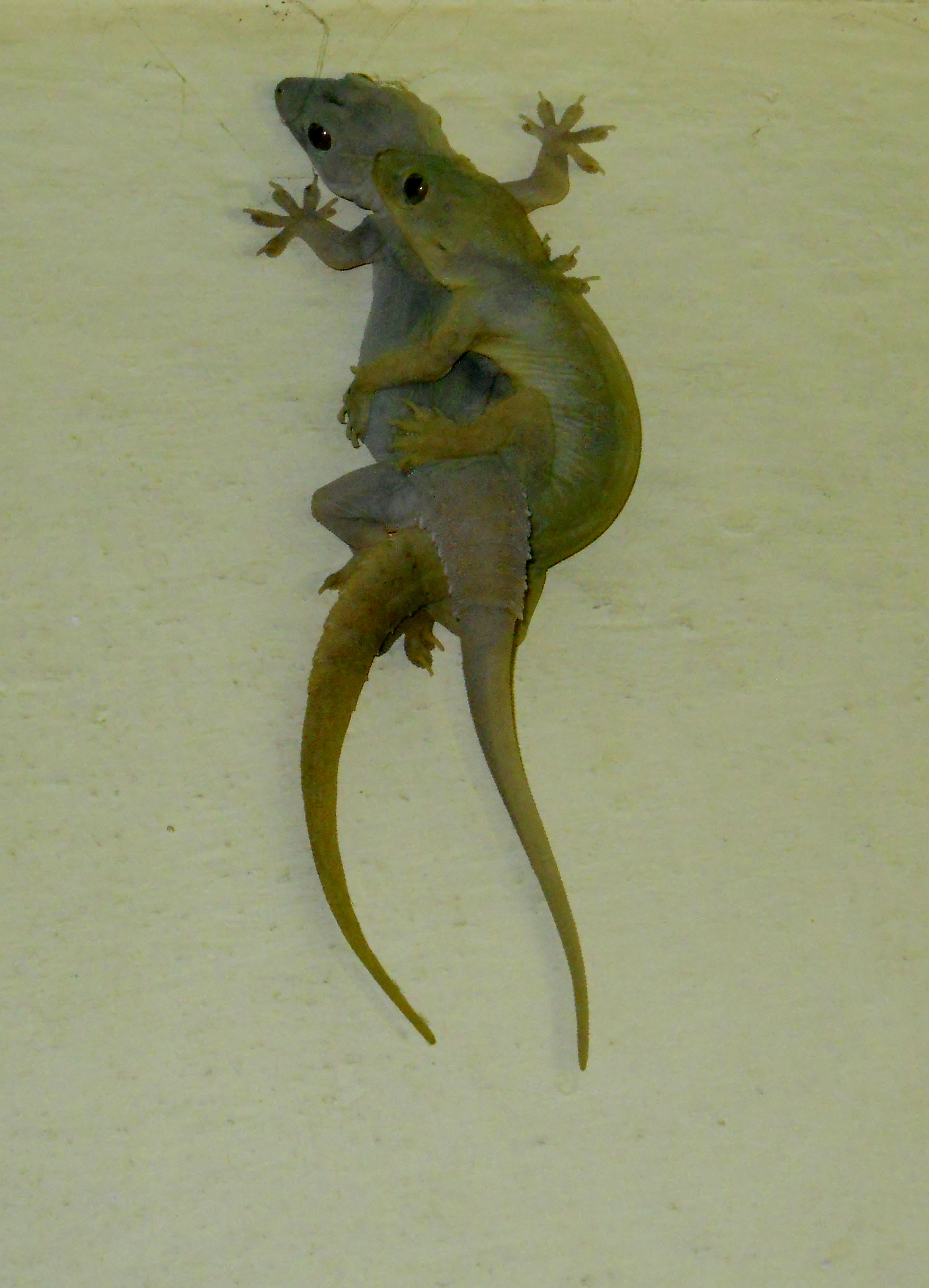
Спаривание

Часто встречается в развалинах домов и жилищах человека, являясь синантропным видом. В естественных биотопах встречается на скалах и, реже, среди деревьев. Чаще встречается на уровне моря, но может обитать на высоте до 1000 м. Ведёт преимущественно ночной образ жизни, хотя его можно увидеть и днём. Питается насекомыми и другими членистоногими. В случае опасности быстро убегает в укрытие. В мае-июне самки откладывают в трещины или под кору по 2 яйца в твёрдой скорлупе. Через 5—7 недель из них вылупляются детёныши.